# Roberto Giugliani
Roberto Giugliani (Porto Alegre, 3 de maio de 1952) é um médico geneticista brasileiro, Professor Titular do Programa de Pós-Graduação em Genética e Biologia Molecular da Universidade Federal do Rio Grande do Sul e fundador do Serviço de Genética Médica do Hospital de Clínicas de Porto Alegre e do Instituto Genética para Todos. 
Especialista em genética médica, é reconhecido como um dos pesquisadores mais influentes do mundo, principalmente no campo das doenças raras, no qual atua há mais de 50 anos, fazendo parte de organismos nacionais e internacionais dedicados à pesquisa e conscientização sobre essas enfermidades. 
É um dos idealizadores da Casa dos Raros, primeiro centro integral de assistência, pesquisa e educação sobre doenças raras da América Latina. Tem mais de 600 publicações em revistas internacionais, além de ter orientado mais de 100 teses e dissertações.

## Biografia
Roberto Giugliani nasceu em Porto Alegre, filho do engenheiro agrônomo João Giugliani Filho e da professora de História Theresa Karam Giugliani. Fez suas formações iniciais no Instituto de Educação (curso primário) e no Colégio de Aplicação da Universidade Federal do Rio Grande do Sul (curso secundário), em Porto Alegre. Ainda nessa época, enquanto secundarista, participou da Organização para Estudos Científicos e frequentou encontros da Sociedade de Biologia do Rio Grande do Sul. 
Em 1971, ingressou no curso de Medicina da UFRGS. Com interesse em temas de biologia molecular e genética, começa a participar, no ano seguinte, do grupo de pesquisa do professor Clóvis Wannmacher, que desenvolvia uma dissertação sobre erros inatos do metabolismo. Sob sua orientação, participou dos primeiros diagnósticos no Rio Grande do Sul de crianças com mucopolissacaridoses, um grupo de doenças metabólicas. 
Giugliani concluiu sua graduação em 1976, tendo sido aprovado em primeiro lugar para a residência de Medicina Interna no Hospital de Clínicas de Porto Alegre, que acabou não cursando, pois optou por integrar a primeira turma do recém-criado programa de residência em Genética Clínica na Faculdade de Medicina de Ribeirão Preto da USP. Na mesma instituição, cursou seu mestrado e doutorado em Genética, sob a orientação dos professores Íris Ferrari e Lewis Joel Greene. 
Em 1981, retorna a Porto Alegre para ser professor colaborador no Departamento de Bioquímica da UFRGS. No ano seguinte, estimulado pelo professor Clóvis Wannmacher e pelo colega Moacir Wajner, cria a Unidade de Genética Médica do Hospital de Clínicas, com o objetivo de atender pacientes, realizar exames, desenvolver pesquisas e formar profissionais na área de doenças genéticas raras. 
A unidade, hoje Serviço de Genética Médica, tornou-se um dos centros mais completos da área no continente. Ali foi implementado, em 1984, de forma pioneira no Rio Grande do Sul, o teste do pezinho. A partir de 1989, o serviço começou a formar médicos geneticistas. Em 2001, evoluiu para a criação do Centro de Terapia Gênica, que foi selecionado como um dos 57 projetos de todo o país em todas as áreas, para integrar o Programa Institutos do Milênio, do Ministério da Ciência e Tecnologia. Em 2004, o serviço é reconhecido pela Organização Mundial da Saúde como Centro Colaborador para o Desenvolvimento de Serviços de Genética Médica na América Latina. Em 2008 passa a sediar o Instituto Nacional de Genética Médica Populacional (INAGEMP) e, em 2016, foi designado pelo Ministério da Saúde como Serviço de Referência em Doenças Raras. 
Durante esse período, Giugliani prosseguiu com sua especialização, realizando seu pós-doutorado no Guy's Hospital, em Londres (1985-1987), onde complementou a formação sobre erros inatos do metabolismo. Teve ainda experiências adicionais de pós-doutorado e professor visitante em Gênova (1989), Paris (2004), Zurique (2008-2009), Oakland (2012-2013), Sydney (2015),  Tóquio (2018-2019) e Heidelberg (2021-2022). 
Buscou fomentar o desenvolvimento das áreas de Genética Médica e Doenças Raras, tendo sido um dos fundadores, em 1996, da Sociedade Latino Americana de Erros Inatos do Metabolismo e Triagem Neonatal (SLEIMPN), da qual viria a ser presidente. É também fundador e ex-presidente da Sociedade Brasileira de Genética Médica e Genômica e da Rede Latino-Americana de Genética Humana. É representante do Brasil na Undiagnosed Diseases Network International (UDNI), iniciativa que reúne centros e especialistas de diferentes países para a identificação de doenças em pacientes nos quais o diagnóstico ainda não é conhecido. Fundou e coordena a Latin American School of Human and Medical Genetics (ELAG), que organiza cursos para jovens cientistas de toda a América Latina. Foi também o idealizador do Journal of Inborn Errors of Metabolism and Screening, revista oficial da SLEIMPN, do qual é editor-chefe. 
No HCPA e na UFRGS, Giugliani tem participado de pesquisas com terapias avançadas para doenças raras, liderando o Laboratório BioDiscovery e o Grupo de Pesquisa Clínica em Genética Médica, inclusive com aplicações inéditas em escala global, como para a Lipofuscinose Ceroide Neuronal tipo 2 (CLN2) – em colaboração com a Profa. Carolina Fischinger – e para mucopolissacaridoses – em colaboração com o Dr. Guilherme Baldo. 
Para melhorar o acesso ao diagnóstico, tratamento e prevenção de doenças raras, Giugliani fundou, em 2009, o Instituto Genética para Todos (IGPT). Em 2017, ao lado da Casa Hunter, de São Paulo, o IGPT idealizou a Casa dos Raros, primeiro centro integral de assistência, pesquisa e educação em doenças raras da América Latina. A unidade piloto da Casa dos Raros começou suas atividades em 2023, em Porto Alegre. Posteriormente, o Hospital dos Raros, o primeiro do mundo dedicado a essas enfermidades, será estabelecido em São Paulo.

## Premiações
Em 2007, Giugliani foi condecorado com a Ordem Nacional do Mérito Científico, que homenageia personalidades que se distinguiram por suas contribuições prestadas à Ciência, à Tecnologia e à Inovação. No mesmo ano, recebeu o Prêmio FAPERGS/Copesul de Pesquisador Destaque em Ciências da Saúde.
Em 2014, recebeu a Medalha da 53ª Legislatura da Assembleia Legislativa do Rio Grande do Sul pelas contribuições relevantes no âmbito das doenças raras. Em 2020, conquistou o Prêmio Gente Rara, concedido pela Casa Hunter.
Desde 2020, é listado como um dos pesquisadores mais influentes do mundo, de acordo com levantamento da Stanford University publicado pela Elsevier, sendo relacionado como um dos cientistas com maior influência no ano, bem como ao longo da carreira.

Em 2023, Giugliani foi reconhecido como um dos melhores cientistas do Brasil e do mundo na Medicina, segundo a plataforma Research.com, que combina uma série de dados bibliométricos, como publicações e dados de citações científicas de mais de 65 mil pesquisadores somente nessa área.